# Seznam GNU balíčků
Toto je seznam všech balíčků z Projektu GNU. Aktuálně je verze 4.7.0 z 29. srpna 2019.

## Základní balíčky
- Bash, Bourne Again Shell, - je kompatibilní s unixovým sh a obsahuje mnohá rozšíření známé z csh a ksh.
- coreutils
- cpio - kopíruje soubory v archivu z/na disk nebo jinou část lokálního počítače.
- Findutils - obsahují find, který se často používá jak interaktivně, tak ve skriptech, k nalezení souborů, které splňují určitá kritéria a provádí s nimi libovolné operace.Také obsahují locate, který vyhledává v databázi jména souborů, která odpovídají vzoru a xargs, který provádí příkaz nad seznamem souborů.
- GNU Finger - pomocný program, pomocí něhož mohou uživatele unixových počítačů na Internetu zjišťovat informace jeden o druhém.
- Fileutils - jsou: chgrp, chmod, chown, cp, dd, df, dir, dircolors, du, install, ln, ls, mkdir, mkfifo, mknod, mv, rm, rmdir, sync, touch, and vdir.
- grep - balíček obsahuje GNU grep, egrep, a fgrep, které hledají řádky odpovídající zadaným vzorům.
- Groff - dokumentový formátovací systém založený na verzi troff nezávislé na zařízení.
- GNU GRUB (GNU GRand Unified Bootloader) - je zavaděč operačních systémů.
- gzip - GNU program pro kompresi a dekompresi souborů.
- Hurd
- Inetutils - distribuce obvyklých síťových utilit a serverů.
- linux-libre
- Plotutils - balíček obsahuje libplot a C/C++ knihovnu, která může exportovat dvojrozměrnou vektorovou grafiku do mnoha formátů a umožňuje tvorbu vektorových animací. Obsahuje také několik programů pro příkazovou řádku, které kreslí vědecká data.
- readline
- screen
- sysutils
- GNU tar - obsahuje podporu práce s více médii, schopnost archivovat řídké soubory, kompresi/dekompresi, vzdálené archivy a speciální schopnosti, které umožňují nasadit tar pro inkrementální a plné zálohování.
- texinfo - sada pomůcek pro generování tištěných manuálů, čisté ASCII textové a on-line hypertextové dokumentace (nazývané Info) a může číst online Info dokumenty.
- time - hlásí (obvykle v shellu) uživatelský, systémový a reálný čas spotřebovaný procesem. Na některých systémech také hlásí využití paměti, výpadky stránek, atd.

## Vývojový software
Balíčky určené především pro vývoj softwaru.
- Binutils - obsahují tyto programy: addr2line, ar, c++filt, demangle, gas, gprof, ld, nlmconv, nm, objcopy, objdump, ranlib, readelf, size, strings, strip a windres.
- Bison - kompatibilní náhrada za generátor parserů yacc.
- autoconf-archive
- Autoconf - vytváří shell skripty pro automatickou konfiguraci balíčků zdrojových kódů.
- Automake - nástroj pro generování souborů Makefile.in určených pro Autoconf.
- libtool - umožňuje snadno vyvíjet a spravovat sdílené knihovny.
- GCC - kolekce volných kompilátorů C, C++, Fortran, Objective C a dalších jazyků.
- a2ps - filtr z jiného formátu do Postscriptu (Any to Postscript).
- acm
- adns - knihovna fungující jako resolver určená pro programy v C a C++.
- alive
- acct
- apl
- arisgnu
- artanis
- auctex
- Autogen.sh - nástroj pro automatické generování libovolných textových souborů, které obsahují opakující se text s různými záměnami.
- avl
- ballandpaddle
- Bayonne - mnoholinkový hlasový server pro telefonování, jehož cílem je být nejflexibilnějším a nejpokročilejším dostupným serverem pro zpracování hlasových zpráv.
- bazaar
- bc - interaktivní algebraický jazyk s libovolnou přesností čísel.
- bfd
- Bool - utilita pro hledání souborů, které splňují logický výraz.
- bpel2owfn
- C Library - C knihovna pro použití s GNU/Hurd a GNU/Linux.
- c-graph
- Calc - rozšiřitelná pokročilá stolní kalkulačka a matematická pomůcka, která funguje jako část GNU Emacsu.
- ccaudio
- ccd2cue
- ccide
- ccrtp
- ccscript
- cfengine - slouží k spravování rozprostřené konfigurace heterogenní Unixové sítě použitím jednoduchého vysokoúrovňového jazyka.
- cflow
- Cgicc - knihovna C++ tříd pro vytváření CGI aplikací.
- cim
- classpath
- classpathx
- CLISP - implementace ANSI Common Lisp s kompilátorem, interpretrem, debuggerem a dalším.
- Cobol for GCC - projekt pro vytvoření volného kompilátoru COBOLu integrovaného do GNU Compiler Collection.
- cobol
- combine
- CommonC++ - C++ rámec obsahující přenositelnou podporu vláken, soketů, přístupu k souborům, démonů, perzistence a systémových služeb.
- commoncpp
- complexity
- config
- Cons - systém pro tvorbu softwaru - náhrada Make (A Software Construction System).
- consensus
- cpp2html - jednoduchý soubor, který ze zdrojového C/C++ souboru vytvoří html soubor se zvýrazněnou syntaxí.
- cppi
- cssc
- cursynth
- dc
- DDD - grafické nástavba na GDB a jiné debuggery s příkazovou řádkou.
- DejaGnu - rámec pro testování programů s jednotnou nástavbou pro všechny testy.
- dap
- dionysus
- direvent
- DJGPP - obsahuje GCC, G++ a GNU utility pro DOS.
- dld - dynamický linker, který umožňuje dynamické zavedení objektového (.o) souboru do běžícího programu.
- dominion
- doschk - utilita, která zajišťuje, že jména zdrojových souborů jsou rozlišitelná v MS-DOSu, FreeDOSu a dalších DOSových systémech s 8+3 znakovými jmény souborů a na platformách System V s 14 znakovými názvy souborů.
- dico
- Diction - a Style kontroluje anglický text na obvyklé chyby a analyzuje čitelnost.(Tento balíček je stále ve vývoji.)
- Dumb - volný engine pro spouštění Doom (.wad) světů.
- easejs
- ed - standardní textový editor.Je řádkově orientovaný a lze ho použít interaktivně nebo ve skriptech.
- EDMA - otevřené a modulární vývojové prostředí podobné COM (Component Object Model) nebo System Object Model.
- Elib - malá knihovna Emacs Lisp funkcí obsahující algoritmy pro použití AVL stromů a obousměrných seznamů.
- emms
- enscript - kompatibilní náhrada za program enscript firmy Adobe.Formátuje ASCII soubory (výstup v Postscriptu) a ukládá vygenerovaný výstup do souboru nebo ho posílá přímo do tiskárny.
- eprints
- epsilon
- fdisk
- fisicalab
- Fontutils - převádějí mezi formáty fontů, vytvářejí fonty pro Ghostscript nebo TeX, atd.
- freedink
- freeipmi
- freetalk
- fribidi
- gama
- garpd
- Gawk - kompatibilní s poslední POSIX specifikací awk. Také poskytuje několik užitečných rozšíření, která v jiných implementacích awk nejsou.
- gcal - program pro tisk kalendářů.Tiskne kalendářové archy s různými styly, seznam svátků a seznam upozornění na určitá data.
- gcide
- GCL - též GNU Common Lisp, je kompilátor a interpreter Common Lispu.
- gcompris
- gdb - debugger na úrovni zdrojového kódu pro C, C++ a Fortran.
- gdbm - náhrada tradičních knihoven dbm a ndbm.
- gengen
- gengetopt - generuje C funkci, která používá funkci getopt_long k parsování voleb na příkazovém řádku, prověří je a uloží do struktury.
- gforth - rychlá, přenositelná implementace jazyka ANS Forth.
- Ggradebook - aplikace určená učitelům pro záznam a sledování známek studentů.
- Ghostscript - interpreter grafických jazyků Postscript a PDF.
- Ghostview - poskytuje grafickou nástavbu na Ghostscript a tak umožňuje prohlížet soubory Postscript a PDF v X Window prostředí.
- gift
- GIT (the GNU Interactive Tools) - balíček obsahuje: rozšiřitelný prohlížeč souborového systému, ASCII/hex prohlížeč souborů, prohlížeč/killer procesů a další příbuzné utility a shell skripty.
- glean
- gleem (OpenGL Extremely Easy-to-use Manipulators) - je malá nezávislá OpenGL knihovna 3D grafických objektů pro C++, která podporuje přímou interakci uživatele s 3D scénou.
- glib
- global
- glpk
- GLUE (GLUE Links Users Everywhere) - je GNU projekt integrovaného Internetového groupwaru.
- gmediaserver
- gmp (GNU mp) - je aritmetická knihovna pro celá čísla s libovolnou přesností, racionální čísla a čísla s plovoucí řádovou čárkou.
- GNAT - úplný Ada95 kompilační systém, spravovaný a distribuovaný pod GNU GPL firmou Ada Core Technologies.
- GNATS (GNats: A Tracking System) - je systém pro sledování chyb.Je založen na předpokladu centrálního serveru nebo organizace, která přijímá hlášení o chybách a dojednává jejich řešení elektronickou poštou.
- gnatsweb
- GNU 3DKit - část GNUstep environment, které poskytuje objektově orientovaný rámec pro vývoj aplikací a sadu nástrojů pro použití na široké škále počítačových platforem.
- GNU AWACS - pokročilé monitorovací a řídící zařízení (the Advanced Monitoring And Control Structure).
- GNU Barcode - knihovna a program pro převod řetězců na čárový kód.
- GNU Cim - kompilátor programovacího jazyka Simula.

- GNU gettext - pomůcka obsahuje vše, co je potřeba k internacionalizaci uživatelských hlášek v balíčku.
- GNU Global - systém značkování zdrojových kódů, který pracuje shodně v různých prostředích.
- GNU hp2xx - čte HP-GL soubory, rozkládá všechny kreslící příkazy na základní vektory a převádí je na mnoho různých vektorových a rastrových výstupních formátů.
- GNU Image Finding Tool - systém vyhledávání obrazů v závislosti na jejich obsahu.
- GNU indent - formátuje zdrojové kódy v C podle GNU, BSD, K&R nebo vašeho vlastního odsazovacího stylu.
- GNU lightning - rychlá knihovna, která umožňuje za běhu programu kompilovat podprogramy v assembleru, snadno měnit cílovou platformu a přitom je stále přenositelná.
- GNU m4 - implementace tradičního unixového makroprocesoru.
- GNU Octal - se snaží dosáhnout vytvoření sady volných komponent, které spolu dohromady fungují jako pracovní stanice pro tvorbu digitální hudby na unixových systémech.
- GNU Prolog (gprolog) - je nativní kompilátor ISO Prologu s omezeným řešením nad konečnými prostory.
- GNU recode - převádí soubory mezi znakovými sadami. Pokud není možný přesný převod, může smazat problémové znaky nebo se pokusit o aproximaci.
- GNU Sauce (Software Against Unsolicited Commercial Email) - je SMTP server vytvořený pro boj se spamem, který umožňuje obecně dobrou konfigurovatelnost a administraci.
- GNU Smalltalk - implementace jazyka Smalltalk-80.
- GNU SQL - volná portovatelná víceuživatelská relační databáze.
- GNU Trueprint - program pro tisk zdrojových kódů a jiných textových souborů na postscriptové tiskárně.
- gnu-c-manual
- gnu-crypto
- gnu-pw-mgr
- gnuae
- gnuastro
- gnubatch
- gnubg
- gnubiff
- gnucobol
- Gnucomm - projekt, který je zaměřený na poskytnutí řešení obecných komunikačních problémů.
- gnudos
- gnue
- gnuit
- GNUjdoc - centrální archiv japonských překladů GNU dokumentů.
- gnulib
- gnumach
- gnump3d
- gnun
- gnushogi
- gnuschool
- gnusound
- gnuspeech
- gnuspool
- gnustandards
- GNUstep - nabízí grafické objektově orientované programovací prostředí.
- GnuTLS - implementace of TLS 1.0 Internetového standardu.
- gnutrition
- GNUTS - abstraktní knihovna pro tvorbu GUI aplikací.
- GOOPS - objektově orientované rozšíření Guile.
- Goose - C++ knihovna pro statistické výpočty.
- goptical
- gorm
- gpaint - jednoduchý, snadno použitelný kreslící program.
- GPC (GNU Pascal compiler) - je kompilátor Pascalu.Implementuje ISO 7185 Standard Pascal, velkou část ISO 10206 Extended Pascal a je silně kompatibilní s Borland Pascalem verze 7.
- gperf - generuje dokonalou hašovací funkci a hašovací tabulku pro danou množinu řetězců.
- grabcomics
- Greg - rámec pro testování jiných programů a knihoven.
- gretl
- GRG (the GNU Report Generator) - je generátor reportů.
- gsasl
- gsegrafix
- gsl
- gslip
- gsrc
- gss
- gtick
- GTKeyboard - umožňuje uživateli psát na klávesnici na obrazovce. Znaky jsou zapsány do jednoduchého textového editoru nebo do aplikace dle výběru.
- gtypist
- guile-dbi
- guile-gnome
- guile-ncurses
- guile-opengl
- guile-rpc
- guile-sdl
- guile
- Guile (the GNU extensibility library) - je knihovna pro tvorbu rozšiřitelných aplikací.
- gurgle
- gv
- gvpe
- gxmessage
- halifax
- Help2man - nástroj pro automatické generování jednoduchých manuálových stánek z výstupu programu.
- hp2xx
- html-info
- Httptunnel - vytváří obousměrný virtuální datový tok tunelovaný v HTTP přenosu.
- Hyperbole - napsán Bobem Weinerem v Emacs Lispu, je otevřený výkonný programovatelný manažer informací, outliner s automatickým číslováním a hypertextový systém, který je určený pro každodenní práci na všech platformách, kde běží Emacs.
- Checker - balíček spolupracující s GCC k nalezení chyb v programech při práci s pamětí.
- icecat
- ID Utils - balíček jednoduchých rychlých vysokokapacitních programových nástrojů nezávislých na platformě, které indexují identifikátory, číslicové literály nebo slova člověku čitelného textu.
- idutils
- ignuit
- indent
- inklingreader
- intlfonts
- JACAL - systém pro symbolickou matematiku.
- java-getopt
- java2html - malý program, který ze zadaného javového kódu vytváří html soubor se zvýrazněním syntaxe.
- jel
- jwhois
- Kawa - prostředí Scheme napsané v Javě, které kompiluje Scheme kód do javového byte-code.
- kopi
- leg
- less - slouží k zobrazování po stránkách podobně jako more a pg, ale má spoustu vlastností (jako je schopnost listovat zpět), které většina ostatních postrádá.
- libc
- libcdio
- libdbh
- liberty-eiffel
- libextractor
- libffcall
- libgcrypt
- libiconv
- libidn
- libjit
- libmatheval
- libmicrohttpd
- libpng - referenční knihovna pro grafický formát PNG.
- libsigsegv
- libtasn1
- libunistring
- libxmi - C/C++ knihovna funkcí pro rastrování dvourozměrné vektorové grafiky. Může vykreslovat dvourozměrná vektorová primitiva do uživatelem zadané matice bodů.
- lightning
- lims
- lispintros
- lrzsz
- macchanger
- mailutils
- make - automaticky určuje, které části rozsáhlého programu musí být překompilovány a spouští příkazy nutné pro provedení kompilace.
- marst
- Maverik - mikrojádro pro virtuální realitu.
- mcron
- mcsim
- mdk
- melting
- Meta-HTML - programovací jazyk zvláště navržený pro práci s webovým prostředím.
- metaexchange
- metahtml
- mifluz
- Mifluz -
- mig
- mit-scheme
- mll2html - přeformátuje soubor s mailinglistem do příhodnějšího HTML souboru.
- moe
- motti
- mpc
- mpfr
- mpria
- mtools - sada public domain programů, které umožňují na unixových systémech číst, psát a manipulovat se sobory '''(kostely?)''' na DOSovém souborovém systému (obvykle na disketě).
- Nana - balíček pro programování a testování diagnostických funkcí a maker (jako assert).
- Ncurses - balíček pro zobrazování a obnovování textu na znakových terminálech.
- nettle
- network
- OBST - systém pro správu perzistentních objektů s návazností na C++. OBST podporuje inkrementální zavádění metod.
- orgadoc
- osip
- patch - naše verze programu Larry Walla, který pracuje s výstupem diff, aplikuje tyto rozdíly na původní soubor a vytváří upravenou verzi.
- paxutils
- PCB - freewarový balíček pro návrh plošných spojů.
- pdf
- pem
- pgccfd
- phantom_home
- pies
- pipo
- polyxmass
- powerguru
- proxyknife
- psychosynth
- Pth (GNU Portable Threads) - je přenositelná knihovna vláken.
- ptx - GNU verze tradičního generátoru indexů.
- pyconfigure
- pythonwebkit
- qexo
- queue - distribuovaný systém s vyrovnáváním zátěže pro dávková zpracování a náhrada rsh.
- quickthreads
- Radius - server pro autentizaci a správu účtů vzdálených uživatelů.
- recutils
- reftex
- talkfilters
- termcap
- Termutils - obsahuje programy pro ovládání terminálů. tput je přenositelný způsob, jak mohou shellové skripty užívat zvláštních terminálových schopností. tabs je program pro nastavení vlastností tabulátoru na konkrétním hardwaru.
- teseq
- teximpatient
- texmacs
- textutils - sada utilit pro manipulaci s textem.
- thales
- The Shellutils - jsou: basename, chroot, date, dirname, echo, env, expr, factor, false, groups, hostname, id, logname, nice, nohup, pathchk, printenv, printf, pwd, seq, sleep, stty, su, tee, test, true, tty, uname, uptime, users, who, whoami, a yes.
- tramp
- trans-coord
- trueprint
- unrtf
- userv - systémový prostředek pro volání jednoho programu z druhého, když mezi nimi existuje omezená důvěra.
- uucp
- vc-dwim
- vera
- vmgen
- wb
- wdiff - nástavba na GNU diff. Porovnává dva soubory a hledá smazaná a vložená slova tak, aby z jednoho souboru bylo možno vytvořit druhý.
- websocket4j
- webstump
- which
- womb
- xboard
- xhippo - obecných správce playlistů pro množství zvukových přehrávačů.
- xinfo - X-windows program pro čtení Info souborů.
- Xlogmaster - program pro X11, který pohodlně a rychle monitoruje všechny logy a všechna zařízení, jejichž stav je dostupný pro čtení příkazem cat (jako zařízení v /proc).
- xmlat
- xnee
- xorriso
- xshogi - grafická Shogi (japonské šachy) deska pro onen X Window System.
- Zebra - implementace mnoha oblíbených směrovacích protokolů.
- zile
- zlib - volná knihovna pro bezztrátovou kompresi.

## Uživatelské balíčky
- 3dldf
- anubis
- archimedes
- aspell
- gnubik
- gnucap
- gnucash
- datamash
- Denemo - grafický notový program pro použití s GNU Lilypond.
- dia
- ddrescue
- Dr.Geo - interaktivní software, který umožňuje konstrukci geometrických prvků.
- Electric - sofistikovaný elektro CAD systém, který ovládá mnoho forem návrhu elektrických obvodů.
- emacs-muse
- Emacs - rozšiřitelný, konfigurovatelný editor a výpočetní prostředí. Nabízí opravdový LISP (zcela integrovaný do editoru) pro psaní rozšíření a poskytuje rozhraní pro X Window System.
- Emacs/w3 (občas žertovně nazýván GNUscape Navigator) - je webový prohlížeč běžící v GNU Emacsu.
- ferret
- freefont
- GIMP (GNU Image Manipulation Program) - je skoro jako Photoshop, jenom je lepší.
- gnash
- GNOME - GNU desktop, určený jako grafické uživatelské rozhraní pro všechny smysluplné úkoly. GNOME má vše od tabulkových procesorů po e-mailové klienty.
- gnowsys
- GNU Backgammon - hraje a analyzuje zápasy ve vrhcábech (backgammon). Momentálně je ve vývoji.
- GNU Go - hraje hru Go.
- GNU hello - program vytváří důvěrně známý, přátelský pozdrav.Umožňuje neprogramátorům používat klasický nástroj počítačové vědy, který by jim byl jinak nedostupný.
- GNU Parted - program pro manipulaci s diskovými partitions.
- GNU Photo - svobodný software pro stahování, organizování, publikování na webu a ukládání obrázků v rozličných grafických formátech a pro jejich přímé zobrazení na monitoru z mnoha podporovaných digitální fotoaparátů.
- GNU Robots - hra pro rozptýlení, ve které tvoříte program pro malého robota a pak pozorujete jak zkoumá svět.
- GNU Typist - univerzální program pro výuku psaní na stroji, pro který je snadné napsat výukové lekce.
- gnufm
- gnujump
- gnukart
- Gnumeric - tabulkový procesor zamýšlený jako náhrada komerčních produktů.
- gnunet
- GnuPG - program for šifrování, dešifrování a podepisování e-mailů a jiných dat. Je to úplná implementace OpenPGP Internet standard.
- gnupod
- gnuprologjava
- GNU Radio
- gnuzilla
- GTK+ - sada GUI prvků pro X Window System.
- guix
- health
- Chess - šachový program současných měřítek.
- libredwg
- librejs
- lilypond - notový sázecí program.
- liquidwar6
- lsh
- gnumed
- MediaGoblin
- Mailman - software, který pomáhá se správou e-mailových konferencí.
- Midnight Commander - uživatelsky přítulný barevný unixový souborový manažer a shell užitečný pro nováčky, ale i pro ostřílené profesionály.
- miscfiles
- nano-archimedes
- Nano - klon Pico pro unixy. Je zaměřen na řešení několika problémů s Picem, přitom ale zachovává vzhled a snadnost použití originálu.
- ocrad
- Octave - umí aritmetiku reálných a komplexních skalárů a matic, řeší soustavy nelineárních algebraických rovnic, systémy diferenciálních a diferenciálně-algebraických rovnic a počítá konečný i nekonečný integrál funkcí.
- Oleo - tabulkový procesor.Podporuje X Window System i znakové terminály a může vykreslit tabulky do Embedded Postscriptu.
- Panorama - rámec pro tvorbu prostorové grafiky.
- parallel
- parted
- pexec
- Phantom.Home - počítačem řízený systém pro domácí automatizaci.
- Phantom.Security - počítačem řízený bezpečnostní systém.
- PSPP - GNU náhrada za SPSS.
- R - systém pro statistické výpočty a zobrazení.Je to dialekt programovacího jazyka S od Bell Labs.
- RAT - (Recipe Analysis Tool) vypočte celkový energetický obsah v zadaném receptu.
- RCS - (Revision Control System) slouží k verzování a správě softwarových projektů.
- remotecontrol
- rottlog
- rpge
- rush
- rx - náhrada za GNU regex (regulární výrazy) knihovnu.
- Sather - objektově orientovaný jazyk navržený tak, aby byl jednoduchý, výkonný, bezpečný, flexibilní a neproprietární.
- scm
- sed - proudově orientovaná verze ed.
- serveez
- Sharutils - obsahuje shar, který vytváří tzv. shellové archivy z mnoha souborů a připravuje je pro přenos e-mailem; unshar rozbalí tyto archivy po přijetí.
- shepherd
- shishi
- shmm
- shtool - přenositelný shellový nástroj pro použití uvnitř stromů zdrojových souborů v balíčcích svobodného softwaru.
- sipwitch
- slib
- smail - systém pro přenos pošty, navržený jako kompatibilní náhrada za sendmail. Používá mnohem jednodušší konfiguraci sendmail a může být nakonfigurován s minimálním úsilím.
- SmallEiffel - úplný, malý, velmi rychlý kompilátor Eiffelu.
- social
- solfege
- Source Highlight - soubor programů, které z daného zdrojového kódu vytvoří dokument se zvýrazněnou syntaxí.Obsahuje i GNU java2html a GNU cpp2html.
- spacechart
- speex
- spell
- sqltutor
- src-highlite
- stalkerfs
- stow - spravuje instalaci softwarových balíčků, udržuje je odděleně, ačkoliv se zdá, že jsou nainstalovány na stejném místě.
- stump
- superopt
- swbis
- Sweater - obecný nástroj sloužící jako nástavba pro databáze.
- SXML - nástroj pro definování a implementaci značkovacího jazyka.
- taler
- unifont
- units - program pro konverzi a výpočty mezi jednotkami.
- VCDImager - nástroj pro generování obrazů Video-CD BIN/CUE disků.
- wget - neinteraktivně stahuje soubory z WWW prostřednictvím HTTP a FTP. Je vhodný pro použití v shellových skriptech.
- Window Maker - manažer oken pro X.
- XaoS - nástroj pro zoomování fraktálu v reálném čase.